# Vadon élő állatok GPS-es nyomon követése
A vadon élő állatok GPS-es nyomon követése egy olyan folyamat, amelynek során a biológusok, tudományos kutatók vagy természetvédelmi ügynökségek távolról képesek megfigyelni a szabadon élő állatok viszonylag finom mozgását, vándorlási mintázatát a GPS és az opcionális környezeti érzékelők vagy automatizált adat-visszakeresési technológiák, mint például az Argos műholdas kapcsolata, mobil adatátvételi technológiák vagy GPRS, és elemző szoftverek segítségével.
A GPS-kompatibilis eszköz előre meghatározott időközönként rögzíti és tárolja a helyadatokat és a környezeti érzékelők által rögzített információkat. Ezeket az adatok az eszköz az állat újbóli kézrekerüléséig tárolhatja, vagy egy központi adattárba vagy internetkapcsolattal rendelkező számítógépre továbbítja beépített cellás (GPRS), rádió vagy műholdas modem segítségével. Az állat helyzete valós időben megjeleníthető térképen, vagy később térinformatikai (GIS) csomag vagy egyéni szoftver segítségével kielemezhető. 
Noha a GPS nyomkövető eszközöket háziállatokon, úgymint kedvencek, kiemelt származással rendelkező jószágok és munkakutyák esetén is használják, valamint hasonló rendszereket használnak a gépjárműflották menedzseléséhez, a vadon élő állatok nyomkövetése esetén figyelembe kell venni a készülék méretét és tömegét, és azt is, hogy esetükben a felhelyezés után nincs lehetőség az elemek cseréjére vagy a rögzítés javítására. 
Amellett, hogy lehetővé teszi az állatok viselkedésének és vándorlásának alapos tanulmányozását, a GPS-kompatibilis rendszerből elérhető nagy felbontású információ potenciálisan lehetővé teszi az állatok által terjesztett fertőző betegségek, mint például a madárinfluenza H5N1 törzsének vizsgálatát.

## Felhelyezési típusok

### Nyakörv, öv, gallér rögzítése

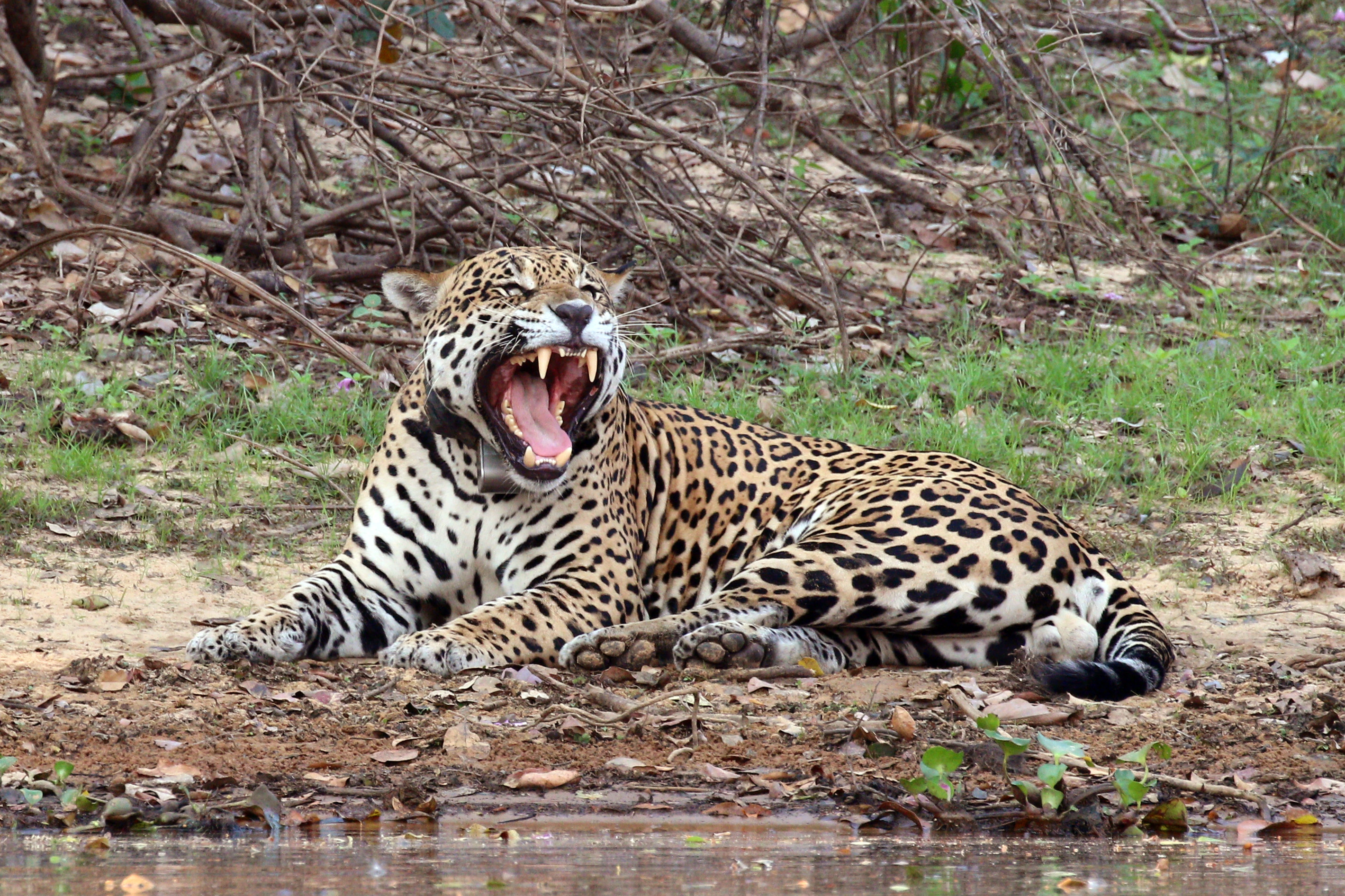
Nyomkövető nyakörvet viselő jaguár

A nyakörves rögzítés az elsődlegesen használt technológia, amennyiben az állat testalkata és viselkedése ezt lehetővé teszi. Amennyiben a fej kerülete nagyobb a nyak kerületénél, a nyakra helyezik a nyomkövetőt. Előfordul azonban, hogy a végtagokra, esetleg a boka köré kerül a készülék. A főemlősök, nagyobb méretű macskafélék, egyes medvefajok esetén a nyakörvet alkalmazzák. A kivi madár lábfeje jóval nagyobb a csüdjénél, ezért az esetében a végtagra helyezés a legpraktikusabb.

### Nyomkövető nyakörvet viselő jaguár
A hám típusú rögzítést olyan esetben használják, ahol a nyakörv alkalmazása nem lehetséges, például ha a nyak átmérőjének nagysága meghaladja a fej átmérőjét. Ilyenek például a disznófélék vagy a tasmán ördög, stb. Nagy méretű, hosszú nyakú madarak, mint például a  nyári lúd esetén is megfontolandó a hám használata, annak érdekében, hogy a madár ne tudja a készüléket eltávolítani.

### Közvetlen rögzítés
Azokon az állatokon, ahol a nyakörves megoldás nem kivitelezhető, pl. madarak, hüllők, tengeri emlősök esetén, gyakran rögzítik a készüléket közvetlenül az állatra. 
Madarak esetében a GPS-egységnek nagyon könnyűnek kell lennie, hogy ne zavarja a madár repülési vagy úszási képességét. A készüléket gyakran ragasztják, vagy rövidtávú vizsgálatok esetén ragasztószalaggal rögzítik a madárhoz. Az egység később természetes módon leesik, amikor a madár lecseréli a tollazatát.  
Hüllők, például krokodilok és teknősök esetén a készülék bőrhöz vagy páncélhoz való rögzítése epoxi ragasztóval (vagy hasonló anyaggal) a legelterjedtebb módszer, ami minimalizálja az állat által elszenvedett kellemetlenséget.
Tengeri emlősökön, például a valódi fókafélék vagy fülesfókák esetén a készüléket a szőrhöz ragasztják, így a következő vedlés során az leesik az állatról. A teknősök és tengeri emlősök esetén használt készülékeknek ellenállónak kell lenni a tengervíz által okozott korrózióval szemben, és akár 200bar nyomáson is vízállónak kell maradniuk.     

### Egyéb rögzítési módszerek
Az orrszarvúak nyomkövetése esetén annak szarvába lukat fúrnak, majd abba helyezik a készüléket. Más módszerekkel összehasonlítva, a beültetett transzmitterek kisebb hatékonysággal működnek, mert az állat testének nagy tömege felfoghatja a leadott jel egy részét.     
GPS-implantátumok is léteznek, melyeket nagyméretű kígyókra fejlesztettek ki, és melyeket pl. a Telemetry Solutions is gyárt. 

## Szoftver

### Beépített
Üzemi ciklus ütemezése - A GPS-készülékek általában előre beállított időközönként, úgynevezett üzemi ciklusként rögzítik az állat pontos helyét és tárolják az információt. A leolvasások közötti intervallum beállításával a kutató meg tudja határozni az eszköz élettartamát - nagyon gyakori leolvasások gyorsabban ürítik le az akkumulátor energiáját, míg a leolvasások közötti hosszabb intervallumok alacsonyabb felbontást, de hosszabb üzemidőt eredményezhetnek. 
Lecsatolódási időzítő - Egyes készülékek beprogramozhatók úgy, hogy egy meghatározott időpontban / dátumon leessenek, ahelyett, hogy újrafogást és manuális visszakeresést igényelnének. Néhány készülék kis fogyasztású rádióvevővel is felszerelhető, mely lehetővé teszi, hogy egy távolról kibocsájtott jel érzékelése után az eszköz leoldódjon.

### Analitikai
A GPS-készülékek által szolgáltatott helyadatok megjeleníthetők GIS-csomagok segítségével. Ilyen például a  nyílt forrású GRASS. Vagy egyéb csomagok, pl. Generic Mapping Tools (GMT), FollowDem (amelyet az Ecrins Nemzeti Park fejlesztett ki a kőszáli kecske nyomon követésére) vagy Maptool segítségével ábrázolhatók és előkészíthetők a világhálón való megjelenítésre. 
Az olyan statisztikai szoftverek, mint az R, felhasználhatók az adatok megjelenítésére és vizsgálatára, és általuk felfedhetők a viselkedési minták vagy trendek. 

## Adatok lehívása

### Argos
A GPS nyomkövető eszközöket egy Argos Platform Transmitter Terminallal (PTT) kötik össze, amely lehetővé teszi az adatok továbbítását az Argos rendszeren keresztül, mely egy tudományos műholdas rendszer, amelyet 1978 óta használnak. A felhasználók közvetlenül az Argos telneten keresztül tölthetik le és dolgozhatják fel az adataikat.

### GSM
A GPS-helyadatokat a GSM-mobilhálózaton keresztül továbbítják SMS-üzenetek vagy internetes protokoll használatával egy GPRS-munkameneten keresztül.

### UHF/VHF
A GPS-adatok rövid hatótávolságú rádiójelekkel továbbíthatók és egy egyedi vevőkészülékkel dekódolhatók.

## Fordítás
Ez a szócikk részben vagy egészben  a   GPS wildlife tracking című angol Wikipédia-szócikk ezen változatának fordításán alapul.  Az eredeti cikk szerkesztőit annak laptörténete sorolja fel. Ez a jelzés csupán a megfogalmazás eredetét és a szerzői jogokat jelzi, nem szolgál a cikkben szereplő információk forrásmegjelöléseként.